# Rote Mombinpflaume
Die Rote Mombinpflaume (Spondias purpurea), auch Jocote genannt, ist eine Blütenpflanze der Familie der Sumachgewächse.  Die Bezeichnung „Jocote“ stammt von dem Wort Xocotl („Frucht“) aus dem Nahuatl.

## Beschreibung
Der halbimmergrüne bis laubabwerfende Laubbaum kann bis zu 25 Meter groß werden, bleibt aber meist unter 10 Meter hoch. Der Stammdurchmesser erreicht bis über 50 Zentimeter. Er verliert seine Blätter in der kurzen Trockenzeit, kurz bevor sich neue entwickeln.
Die gestielten und wechselständigen Laubblätter sind unpaarig gefiedert mit bis zu 27 fast sitzenden bis kurz gestielten, fast kahlen Blättchen. Die ganzrandigen bis gesägten, verkehrt-eiförmigen, -eilanzettlichen bis elliptischen und rundspitzigen bis zugespitzten und papierigen Blättchen sind bis 4–7 Zentimeter lang.
Spondias purpurea ist zweihäusig diözisch. Die männlichen oder weiblichen, fünfzähligen und kurz gestielten Blüten sind klein, rötlich-violett bis manchmal gelb-weißlich und entstehen in schwach behaarten, achselständigen oder astblütigen, ramifloren Rispen (Botryoid), die weiblichen sind einiges kürzer. Es sind kleine Trag- und Vorblätter vorhanden. Der kleine Kelch ist oft rötlich. Es sind 8–10 Staubblätter vorhanden. Der Fruchtknoten ist oberständig, mit mehreren kegelförmigen, kurzen und freien Griffeln. Es ist ein rötlicher bis gelber Diskus vorhanden. Bei den männlichen Blüten ist ein Pistillode, bei den weiblichen sind Staminodien vorhanden.
Die eiförmige bis ellipsoide oder birnenförmige, glatte Steinfrucht, deren Fruchtfleisch essbar ist, wird 3–5 cm lang und 2–3,5 cm breit und enthält einen einzelnen großen Steinkern. Die reife Frucht erscheint rot, gelegentlich gelb. Der fibröse, knochige Steinkern enthält bis zu 5 Samen.

## Vorkommen
Die Rote Mombinpflaume ist heimisch in der tropischen Zone Amerikas.

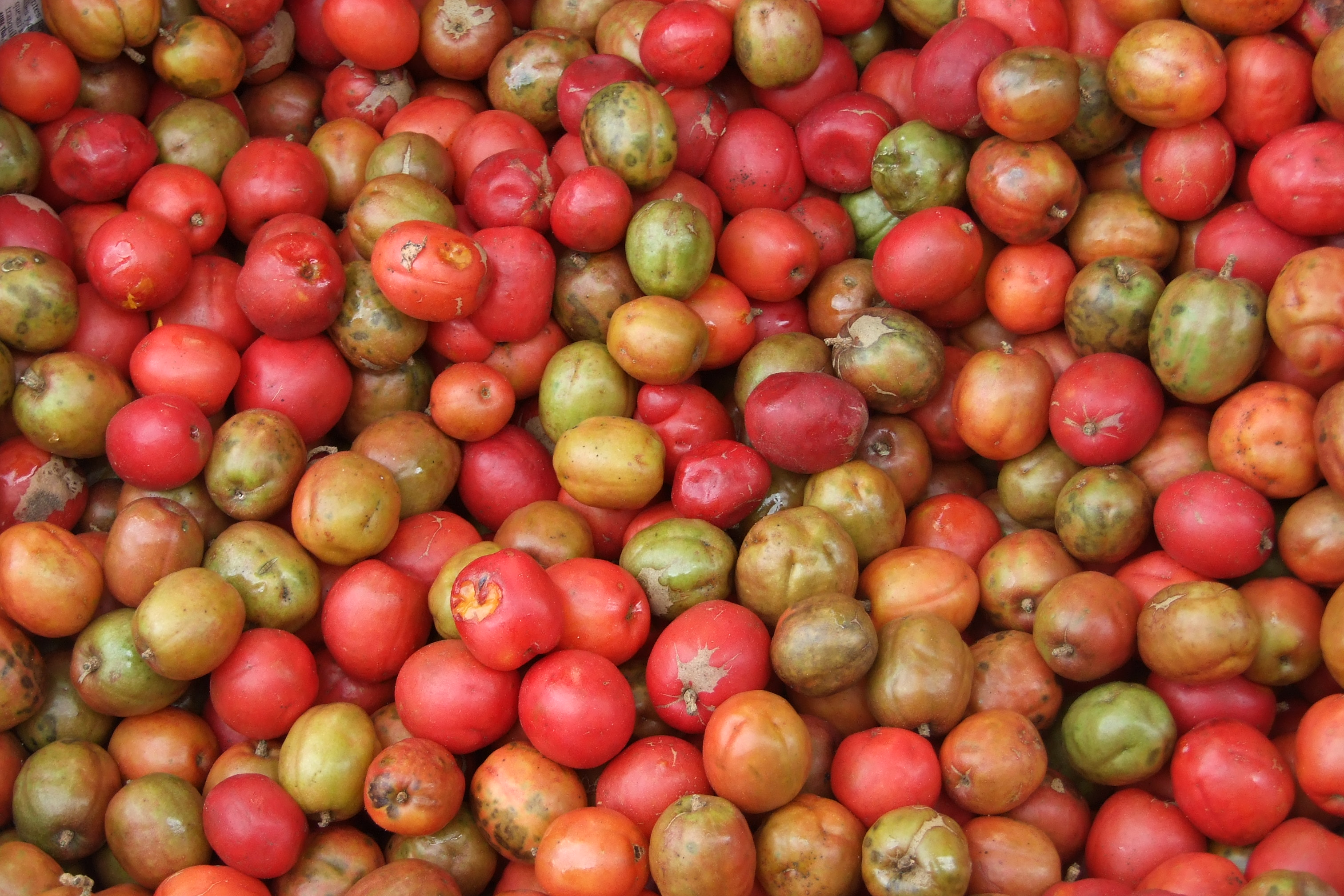
Reife und unreife Früchte des Baumes

## Nutzung
Die Kultivierung des Baumes ist in den tropischen Regionen der ganzen Welt weit verbreitet, hauptsächlich aufgrund des essbaren Fruchtfleisches (das auch unreif mit Salz verzehrt wird). Die reife Frucht enthält reichlich Vitamin C. Der Baum kommt in Zentralamerika häufig vor, der Verzehr der Frucht ist dort für seine abführende Wirkung bekannt.